# 國家記者培訓理事會
國家記者培訓理事會（英語：National Council for the Training of Journalists；NCTJ）成立於1951年，是專門監督英國報業記者培訓的機關，目前已延伸至更廣泛的媒體界。

## 外部連結
- NCTJ官方網站（页面存档备份，存于）
- 新聞多樣性基金網站（页面存档备份，存于）